# Phrygia fuscata
Phrygia fuscata är en insektsart som beskrevs av Stsl 1856. Phrygia fuscata ingår i släktet Phrygia och familjen vedstritar. Inga underarter finns listade i Catalogue of Life.